# 易家湾站
易家湾站是一个京广铁路上的铁路车站，位于湖南省湘潭市昭山镇，建于1910年，目前为四等站，邮政编码为411133。现已不办理客运业务；货运仅办理专用线货物的发送及到达业务，主要到发品为航空煤油，主要为华南蓝天航空油料服务。该站是长沙黄花国际机场航油运输的重要供给站。
车站设有通往华南蓝天航空油料、湘潭市液化石油气有限公司、湖南省农业生产资料总公司、湖南省建材局318库和湖南省城市建设总公司沥青接卸站的专用线。